# Karl-Heinz Lippeck
Karl-Heinz Lippeck (* 12. Oktober 1936 in Aachen; † 12. Dezember 2016 ebenda) war ein deutscher Radrennfahrer.

## Sportliche Laufbahn
Lippeck war Straßenradsportler und einige Jahre lang Mitglied der Nationalmannschaft des Bundes Deutscher Radfahrer (BDR).
1959 siegte er im Großen Conti-Straßenpreis sowie in weiteren vier deutschen Eintagesrennen.
1958 wurde er beim Sieg von Wolf-Jürgen Edler Dritter im Eintagesrennen Rund um Köln. In der nationalen Meisterschaft im Straßenrennen 1961 wurde er Dritter als Karl-Heinz Kunde den Titel gewann. Lippeck startete 1959 bei den Straßenradsport-Weltmeisterschaften 1959 und wurde 58.